# Luis Pastor
Luis Pastor Rodríguez (Berzocana, Cáceres, 9 de junio de 1952) es un cantautor español. En 2022, fue galardonado con la Medalla de Oro al Mérito en las Bellas Artes que otorga el Ministerio de Cultura de España.

## Biografía

### Inicios
Llegó a Madrid a principios de los años sesenta, a la colonia Sandi (barrio de Vallecas).
Desde pequeño quería ser cantante. A los catorce años, dejó el colegio y entró a trabajar de botones en una compañía de seguros. A los dieciséis años compró su primera guitarra. A los diecisiete escuchó un disco de Paco Ibáñez y descubrió la poesía.
Comenzó cantando en la iglesia de su barrio, en centros juveniles, en casas particulares y en reuniones de amigos. Estos locales no tenían la infraestructura mínima, y sin embargo lograba llenarlos a causa de la temática de protesta que sus canciones transmitían al colectivo español desasistido de entonces y que elevaba desde cualquier lugar donde pudieran reunirse, con cualquier pretexto, unos centenares de personas.
En el verano de 1970 sale a Europa, recorriendo con su guitarra los centros de emigrantes en Alemania, Francia y Bélgica. A punto de cumplir los veinte años, en la primavera de 1972, abandona su empleo en la compañía de seguros y decide dedicarse profesionalmente a cantar.

### Carrera
La censura franquista hizo que sólo vieran la luz cuatro canciones de su primer álbum.
El sello discográfico catalán Als 4 Vents le da una oportunidad pese a cantar únicamente en español, decidiéndose a editar sus primeras grabaciones. Es en 1972 cuando un sencillo que contiene La huelga del ocio y Con dos años le hace comenzar a ser apreciado en los círculos de protesta social y política.
En 1973 aparece un nuevo sencillo que incluye una versión musical de El niño yuntero de Miguel Hernández junto al tema Hace falta saber.
La compañía Movieplay le rubrica un nuevo contrato discográfico en abril de 1975, meses antes del final de la dictadura franquista o franquismo. De esta unión nace su primer LP con el título de Fidelidad.
Vallecas aparece en 1976, cuando aún corren durante la presidencia de Carlos Arias Navarro.
En 1977 aparece su tercer disco, Nacimos para ser libres, que resulta ser todo un éxito para un artista de estas características: tres LP en tres años era el ritmo habitual de los solistas y grupos de música pop de la época, no el de un cantautor minoritario que no buscaba el éxito fácil. La situación política seguía crispada, de lo que era buena prueba el escándalo que generó el propio Pastor desde el programa de televisión que dirigía Alfonso Ungría y que, dentro de la serie Yo canto, dedicaba el reportaje del día al barrio de Vallecas. Este suceso terminó con la dimisión del director de los programas musicales de TVE.
Después de estos tres primeros discos comenzó a colaborar con la Sala El Gayo Vallecano, componiendo música para algunos de sus montajes. Por aquel entonces, el mundo de los cantautores había entrado en crisis: votada y aceptada la Constitución de 1978 y con un Parlamento en el que se podían expresar las diferentes opiniones, el papel de los cantautores como voz de los sin voz pierde una de sus razones de ser. Tras cuatro años de silencio, vuelve a los estudios de grabación para dar forma a su cuarto disco, titulado Amanecer.
El Ente Público de Radio y Televisión Española le contrata en 1983 para desempeñar el papel de ciego. Las coplillas que allí cantaba, siempre alusivas a la realidad cotidiana, sirvieron para que una nueva compañía de discos, la RCA, le ofreciera grabar su quinto álbum Coplas del ciego.
En 1985 edita con la compañía Fonomusic Nada es real, álbum en el que empieza a notarse el cambio hacia los modos musicales de cantautor urbano que experimentaría a partir de entonces. La llegada de 1986 da lugar a la aparición de Por la luna de tu cuerpo.
En 1988 edita con una nueva compañía, Polygram, Aguas Abril. Es este uno de sus álbumes más personales, ya que excepto dos canciones en las que aparece como coautor con Pablo Guerrero y Cástor, el resto lleva sólo su firma.
En agosto de 1991 graba en directo un LP doble en el Teatro Romano de Mérida (Directo), que se editará el año siguiente con una nueva casa discográfica, Pasión. El concierto tuvo dos invitados de honor: la voz de Pablo Guerrero y la guitarra de Raimundo Amador.
Graba su décimo álbum en 1994, ya directamente en formato compacto: La torre de Babel, que edita Fonomusic y que tiene su base en un recital en directo en un local de Cáceres llamado precisamente La Torre de Babel.
En 1995 crea su propio sello musical dentro de la discográfica independiente extremeña Jammin con el nombre de Flor de Jara, editando un nuevo CD triple, Flor de jara, que reúne el doble de Mérida y el directo acústico La torre de Babel.
En 1996 edita, adjunto con la revista El europeo, un disco libro con el título de Diario de a bordo. Ya en 1998 y de nuevo en doble formato, la misma publicación edita Por el mar de mi mano, que lleva el número 11 de la colección de El europeo. Posteriormente, El europeo sacaría como número 25 de su colección en mayo de 2002 el discolibro Soy.
Piedra de sol es el primer volumen de una trilogía, iniciada en 2000, de nuevas versiones dedicadas a recuperar las canciones históricas de Luis Pastor.
Realiza una incursión en el mundo de los documentales bajo la dirección de Moncho Armendáriz en agosto de 2003, titulando a la producción Escenario móvil.
Recibe la Medalla de Extremadura en septiembre de 2003.
En marzo de 2004, Chico César le graba y produce Pásalo en marzo de 2004 en Brasil.
En marzo de 2006 publica una recopilación de dúos junto a compañeros suyos como Pedro Guerra, Javier Álvarez, Miguel Ríos, Leo Minas, João Afonso, Luis Barbería, Lourdes Guerra, Dulce Pontes, Bidinte, Martirio, Leo Minax y Chico César. El álbum lleva por título Dúos e incluye una canción inédita cantada a dúo con Bebe que tiene el nombre de Aguas abril.
En noviembre de 2006 se edita el discolibro En esta esquina del tiempo / Nesta esquina do tempo, donde canta a José Saramago y que se presenta en doble versión: en español y en portugués. Está acompañado de artistas como Pasión Vega, João Afonso y Lourdes Guerra.

## Discografía

### Estudio

#### Sencillos
- 1972: La huelga del ocio / Con dos años (Als 4 Vents)
- 1973: El niño yuntero / Hace falta saber (Als 4 Vents)

#### Larga duración
- 1975: Fidelidad (Movieplay)
- 1976: Vallecas (Movieplay)
- 1977: Nacimos para ser libres (Movieplay)
- 1981: Amanecer (Movieplay)
- 1983: Coplas del ciego (RCA) (canciones para Visto y no visto de TVE)
- 1985: Nada es real (Fonomusic)
- 1986: Por la luna de tu cuerpo (EMI)
- 1988: Aguas abril (Polydor)
- 1991: Directo Mérida (Pasión Discos)
- 1994: La Torre de Babel (Fonomusic) (en directo)
- 1996: Diario de a bordo (El Europeo Música)
- 1998: Por el mar de mi mano (El Europeo Música)
- 2000: Piedra de sol (regrabación de 11 temas)
- 2002: Soy (El Europeo Música)
- 2004: Pásalo
- 2006: Dúos (Sony Music) (13 temas con cantantes amigos)
- 2006: En esta esquina del tiempo (Sony Music) (15 poemas de José Saramago)
- 2012: ¿Qué fue de los cantautores? (Sony Music)
- 2017: El viaje del elefante (14 poemas de José Saramago)
- 2020: La paloma de Picasso
- 2022: Extremadura fado

## Premios y reconocimientos
- 2024: Premio Luso-Español de Arte y Cultura.